# Mimulus
Mimulus, comúnmente llamado flor-mono, es un género de plantas muy diverso, con unas 150 especies normalmente situadas dentro de la familia Phrymaceae. 
El desplazamiento de Mimulus desde la familia Scrophulariaceae vino avalado por estudios a nivel molecular de los ADN de los cloroplastos que fueron publicados a mediados de la década de 1990. Múltiples estudios del ADN de los cloroplastos y dos regiones del ADN del ribosoma del núcleo, nos sugieren que los géneros  Phryma, Berendtiella, Hemichaena, Leucocarpus, Microcarpeae, Peplidium, Glossostigma y Elacholoma son todos derivados y próximos a Mimulus. 
Se reconocen dos grandes grupos de especies en Mimulus, el más numeroso en la zona oeste de Norteamérica, y el segundo grupo con un centro de diversidad en Australia. Unas pocas especies se extienden por el este de Norteamérica, este de  Asia y por Sudáfrica.  Este grupo acrecentado, es parte del últimamente redefinido Phrymaceae.   

## Características
La mayoría de las especies son plantas anuales y hierbas perennes, pero unas cuantas son arbustos con tallos leñosos; éstos están comprendidos en la sección Diplacus. Ésta deriva claramente de Mimulus senso lato, por consiguiente no debe ser tratada como un género aparte, aunque podría convertirse en una sección separada del aún por definir Mimulus senso stricto. 
El tallo de algunas especies puede ser liso o velloso, rasgo que está determinado por un simple alelo de diferencia. [cita requerida]
De entre las especies, al menos M. lewisii posee trampas atrapamoscas, por lo que, aparentemente es una planta protocarnívora que complementa sus nutrientes con pequeños insectos.
Gran número de especies vegetan en suelos entre pantanosos a húmedos e incluso en aguas poco profundas y algunas de ellas producen copiosas cantidades de compuestos aromáticos, dándoles un olor almizclado.

## Etimología
El nombre del género Mimulus proviene del latín mimus mimo así como del griego mimos "imitador", por eso comúnmente se le suele llamar "flor de mono" debido al parecido de algunas especies con la forma de una cara de mono.

## Usos y ecología
En horticultura se utilizan diversos cultivares e híbridos. Los más importantes derivan de M.bigelovii, una especie de grandes y abiertas flores.
Varios táxones, principalmente M. guttatus y afines y la sección Erythranthe (que incluye M. lewisii, M. cardinalis y M. parishii) son organismos modelo para la invertigación ecológica, genética y genómica. La secuencia genómica de M. guttatus fue publicada a finales de la primavera de 2007.
Uno de los remedios espirituales de las Flores de Bach se basa en este género.[cita requerida]
Diversas especies de Mimulus son las plantas que utilizan para su alimentación las larvas de algunas especies de Lepidoptera entre ellas la Polilla ratón. 

## Comestibilidad y usos medicinales
Las especies de este género tienden a concentrar cloruro de sodio y otras sales en los tejidos de hojas y tallos, estas sustancias las absorben de los sustratos en los que crecen. Los indios nativos americanos y los viajeros por el lejano Oeste utilizaban estas plantas como sustitutos de la sal para condimentar los animales salvajes que cazaban. Todas las partes de la planta son comestibles, sin embargo resulta muy salada y amarga si no está bien cocinada. El jugo exprimido del follaje era utilizado como cataplasma calmante para quemaduras menores e irritaciones de piel.

## Especies seleccionadassenso lato
- Mimulus alatus
- Mimulus alsinoides

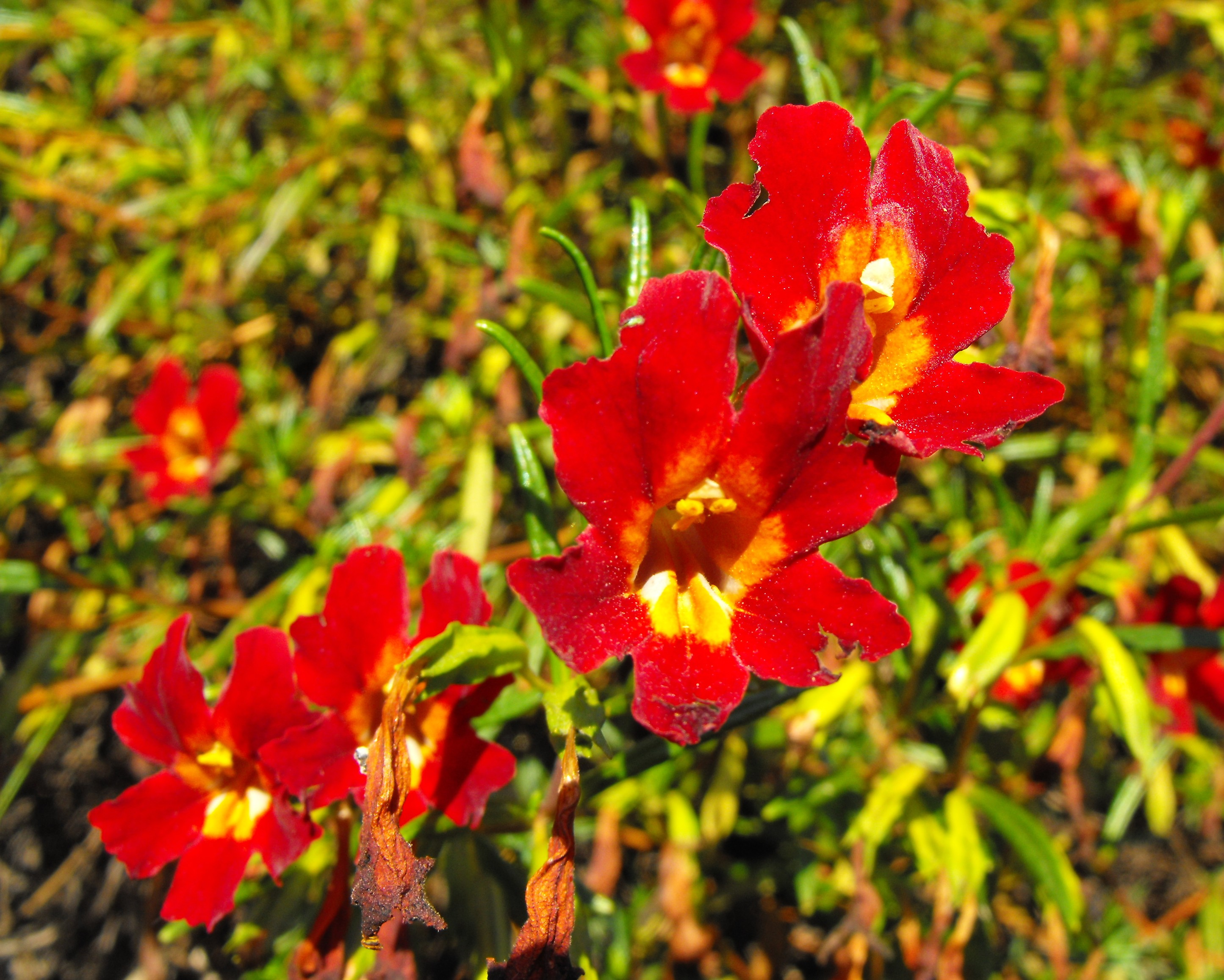
M. aurantiacus

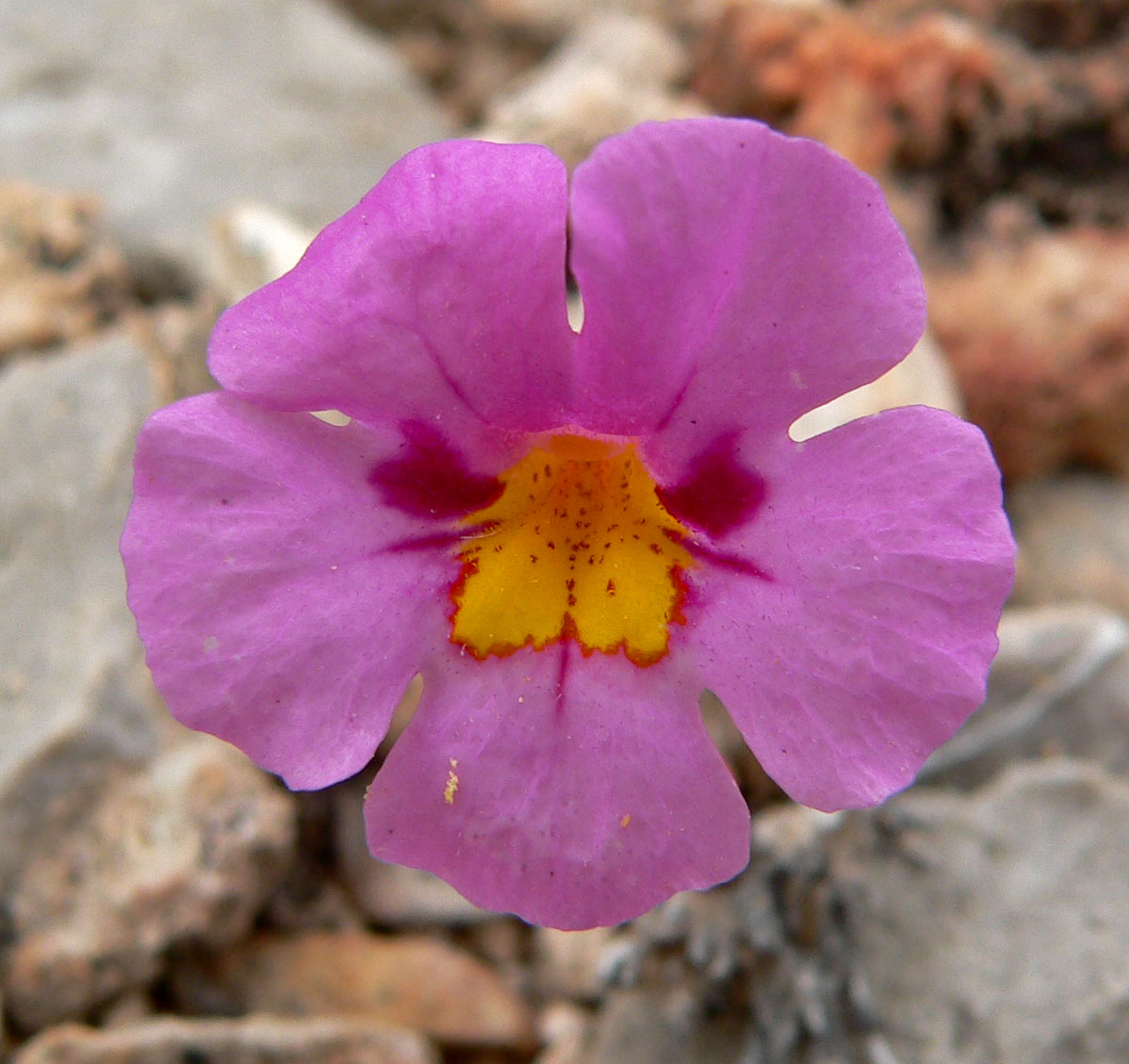
M. bigelovii

- Mimulus aurantiacus Sinonimia Diplacus aurantiacus.
- Mimulus bigelovii
- Mimulus breviflorus
- Mimulus brevipes
- Mimulus breweri
- Mimulus cardinalis
- Mimulus clementii
- Mimulus cupreus
- Mimulus debilis F.Muell.
- Mimulus dentatus
- Mimulus douglasii
- Mimulus filicaulis
- Mimulus floribundus
- Mimulus fremontii
- Mimulus glabratus
- Mimulus glaucescens
- Mimulus glutinosus
- Mimulus gracilis R.Br.
- Mimulus guttatus
- Mimulus laciniatus
- Mimulus lewisii
- Mimulus longiflorus Sinonimia Diplacus longiflorus.
- Mimulus luteus
- Mimulus micranthus
- Mimulus moschatus
- Mimulus nudatus
- Mimulus nasutus
- Mimulus palmeri
- Mimulus parishii
- Mimulus pilosus
- Mimulus primuloides
- Mimulus puniceus Sinonimia Diplacus puniceus.
- Mimulus repens R.Br.
- Mimulus ringens
- Mimulus roseus
- Mimulus rupicola
- Mimulus shevockii
- Mimulus stellatus
- Mimulus tilingii
- Mimulus variegatus